# Atletika na Letních olympijských hrách 2008 – 400 metrů muži
Běh na 400 metrů mužů na Letních olympijských hrách 2008 se uskutečnil od 18. do 21. srpna 2008 na Pekingském národním stadionů.
Českou republiku reprezentoval Rudolf Götz, jeho čas 46,38 však na postup z rozběhu nestačil.

## Finále
Finálový běh ovládli Američané, když všichni tři získali medaile. Nejlepší výkon podal LaShawn Meritt, který si vytvořil nový osobní rekord 43,75 a získal olympijské zlato.
| Umístění         | Dráha | Jméno           | Národnost          | Startovní reakce | Výkon |
| ---------------- | ----- | --------------- | ------------------ | ---------------- | ----- |
| Zlatá medaile    | 4     | LaShawn Merritt | USA                | 0,318            | 43,75 |
| Stříbrná medaile | 7     | Jeremy Wariner  | USA                | 0,209            | 44,74 |
| Bronzová medaile | 9     | David Neville   | USA                | 0,293            | 44,80 |
| 4.               | 5     | Chris Brown     | Bahamy             | 0,231            | 44,84 |
| 5.               | 6     | Leslie Djhone   | Francie            | 0,164            | 45,11 |
| 6.               | 8     | Martyn Rooney   | Spojené království | 0,208            | 45,12 |
| 7.               | 2     | Renny Quow      | Trinidad a Tobago  | 0,201            | 45,22 |
| 8.               | 3     | Johan Wissman   | Švédsko            | 0,218            | 45,39 |